# ヘイディズタウン
『ヘイディズタウン』（Hadestown）は、アナイス・ミッチェル作詞・作曲・脚本によるミュージカル。ギリシア神話のオルペウスとエウリュディケーを基にしている。少女エウリュディケーは食べ物を探し、神話が予言する気候変動による更なる貧困から逃れるため地獄のような地下世界の工場に向かうが、貧しいシンガーソングライターの恋人オルペウスがエウリュディケーを取り戻そうとし、2人は共に逃亡方法を探す。
2006年、バーモント州バリで初演された。同年、州内のバージェンズでも上演され、翌2007年、バーモント州とマサチューセッツ州でツアー公演が上演された。当時ミッチェルは本作の将来について模索中で、2010年に本作のコンセプト・アルバム『Hadestown』をリリースした。
2012年、ミッチェルは演出家のレイチェル・チャフキンと出会い、2人は曲や台詞を追加するなど本作の改訂を開始した。2016年5月6日、チャフキンの演出により、オフ・ブロードウェイのニューヨーク・シアター・ワークショップでこの新版が初演され、7月31日に閉幕した。エドモントンやロンドンでも上演した後、2019年3月、ブロードウェイに進出し、プレビュー公演が上演された。
開幕当初からブロードウェイ・プロダクションは批評家から称賛され、数多くの賞にノミネートおよび受賞した。第73回トニー賞において、ほぼ全ての14部門にノミネートされ、ミュージカル作品賞、オリジナル楽曲賞を含む8部門を受賞した。

## あらすじ

### 第1幕
ギリシアの神のヘルメースが登場人物を紹介する("Road to Hell")。エウリュディケーとフェイトたちは厳しい天候や飢饉について語る("Any Way the Wind Blows")。ヘルメースが保護するオルペウスはエウリュディケーに自己紹介をし、結婚してくれるよう頼む("Come Home With Me")。お互い貧しく、エウリュディケーはすぐには信用できない。オルペウスはまた春が来るように曲を書いており、2人はもう困窮しないと語る("Wedding Song")。
オルペウスはプロセルピナの略奪の物語を歌う("Epic I")。ペルセポネーが地上世界にやってきて夏の訪れを祝う("Livin' it Up on Top")。エウリュディケーはオルペウスを本気で愛し始める("All I've Ever Known")。ハーデースは早々にペルセポネーを迎えに来て、ペルセポネーはハーデースの地下工場ヘイディズタウンに戻らなければならないと嘆く。エウリュディケーは工場労働者たちから終わることのない労働に耐えていることを聞きつつも、フェイトたちが歌う称賛やヘイディズタウンによる保護に興味をそそられる("Way Down Hadestown")。再び寒い気候となり、エウリュディケーは食べ物や薪を探し、オルペウスに早く曲を仕上げるよう促す("A Gathering Storm")。オルペウスは作曲を続け("Epic II")、一方ペルセポネーとハーデースは喧嘩をする("Chant")。
ハーデースはヘイディズタウンを安全で治安が良いと思ってくれる人を探しにヘイディズタウンから出掛けていく。ハーデースは絶望の淵にいるエウリュディケーと出会い、ヘイディズタウンに招待する("Hey, Little Songbird")。フェイトたちがやってきて、ハーデースについていくよう促す("When the Chips are Down")。寒さが強まり、空腹もあり、エウリュディケーはハーデースについていくしかないと思う。エウリュディケーはオルペウスへの別れの曲を歌い、フェイトたちは愛よりも私欲を選んだエウリュディケーを批判する観客を非難する("Gone, I'm Gone")。オルペウスはエウリュディケーがいなくなったことを知り、ヘイディズタウンから連れ戻す決心をする。オルペウスは電車を使わずヘルメースの教え通りにヘイディズタウンへ向かう("Wait for Me")。エウリュディケーはヘイディズタウンに到着して契約を済ませ、正式な労働者となる("Why We Build the Wall")。

### 第2幕
ペルセポネーはハーデースに内緒でスピークイージーを経営し、労働者たちをもてなす("Our Lady of the Underground")。エウリュディケーはヘイディズタウンに来る選択の結果に気付き始める。エウリュディケーは多数の労働者の1人となり、ハーデースの承諾なしで出て行くことはできない("Way Down Hadestown (Reprise)")。エウリュディケーは地上世界の記憶が徐々に薄れ始め、後悔を歌う("Flowers")。
オルペウスはヘイディズタウンに到着し、エウリュディケーを連れ戻すと誓う("Come Home with Me (Reprise)")。ハーデースがやってきて、エウリュディケーは自らの意思で契約したのだと語ると、エウリュディケーは悔しながらもこれを認める("Papers")。ハーデースは労働者たちにオルペウスを攻撃するよう命じ、フェイトたちはオルペウスに望みを捨てるよう語る("Nothing Changes")。オルペウスはエウリュディケーを自由にする方法を見つけると誓い、労働者を引き付けてペルセポネーの興味を引く("If It's True")。
ペルセポネーはオルペウスの決意に感激し、ハーデースにエウリュディケーの解放を嘆願する("How Long?")。労働者たちは約束されたはずの自由に疑問を持ち始める。ハーデースはオルペウスに完成した曲を歌う機会を与えつつ、その後殺すと脅す("Chant (Reprise)")。オルペウスが歌うと、ハーデースにペルセポネーへの愛を思い出させる("Epic III")。ハーデースとペルセポネーは仲直りし、オルペウスとエウリュディケーはどんな苦境でも一緒にいることを約束する("Promises")。オルペウスはハーデースに出て行っても良いか尋ねると、ハーデースはまだ認められないと語る。ハーデースはもしオルペウスを殺しエウリュディケーを留まらせると彼らは殉教者となり、2人を行かせると労働者たちも自由を求め始め自身の支配力を失うというジレンマに陥り、フェイトたちはハーデースをからかう("Word to the Wise")。ハーデースはある条件付きでオルペウスとエウリュディケーを出て行かせることにする。その条件とは、オルペウスは先に行かなくてはならず、もしエウリュディケーがついてきているか確認するために振り向けば、エウリュディケーはヘイディズタウンに戻され永遠に出て行くことができない("His Kiss, the Riot")。
ヘルメースはオルペウスとエウリュディケーにこの条件について説明し、自由を求める労働者たちと共に出て行く。ペルセポネーとハーデースはやり直す決意をする("Wait for Me (Reprise)")。オルペウスは地上世界に近づくが、エウリュディケーがついてきているか心配で振り向いてしまい、エウリュディケーはヘイディズタウンに連れ戻される("Doubt Comes In")。ヘルメースはこの悲恋を語り継ぐことにし、「愛の歌と共に春は再びやってくる」と語る("Road to Hell (Reprise)")。カーテンコールの後、出演者たちはグラスを掲げてオルペウスに敬意を表する("We Raise Our Cups")。

## 使用楽曲
出典:

### ニューヨーク・シアター・ワークショップ
このプロダクションの楽曲は新曲または2010年のコンセプト・アルバム『Hadestown』に収録されていたものである。ただし「"Any Way the Wind Blows"」はのちのミッチェルのコンピレーション・アルバム『Xoa』に収録されるものである。
| 第1幕 - "Any Way the Wind Blows"† – フェイトたち、エウリュディケー - "Road to Hell"‡ – ヘルメース, カンパニー - "Come Home With Me"†‡ – オルペウス, エウリュディケー - "Wedding Song"† – エウリュディケー, オルペウス - "Epic I"†‡ – オルペウス, カンパニー - "Livin' it Up on Top"‡ – ペルセポネー, オルペウス, ヘルメース, カンパニー - "All I've Ever Known"‡ – エウリュディケー, オルペウス - "Way Down Hadestown" – ヘルメース, ペルセポネー, オルペウス, エウリュディケー, フェイトたち, ハーデース - "Epic II" – オルペウス - "Chant"‡ – オルペウス, ペルセポネー, ハーデース, エウリュディケー, カンパニー - "Hey, Little Songbird" – ハーデース, エウリュディケー - "When the Chips are Down" – フェイトたち, エウリュディケー - "Gone, I'm Gone" – エウリュディケー, フェイトたち - "Wait for Me" – オルペウス, ヘルメース, カンパニー - "Why We Build the Wall" – ハーデース, カンパニー | 第2幕 - "Our Lady of the Underground" – ペルセポネー, カンパニー - "Way Down Hadestown II"‡ – ヘルメース, エウリュディケー, フェイトたち - "Flowers"† – エウリュディケー - "Come Home With Me II"†‡ – オルペウス, エウリュディケー, フェイトたち - "Papers"† – ハーデース, ヘルメース, オルペウス - "Nothing Changes"† – フェイトたち - "If It's True"† – オルペウス, ヘルメース - "How Long?"† – ペルセポネー, ハーデース - "Chant" (reprise)‡ – ヘルメース, オルペウス, ハーデース, ペルセポネー, エウリュディケー, フェイトたち - "Epic III" – オルペウス, ハーデース, カンパニー - "Lover's Desire"† – Instrumental - "Word to the Wise"‡ – フェイトたち - "His Kiss, The Riot" – ハーデース - "Promises"‡ – オルペウス, エウリュディケー - "Wait for Me" (reprise)‡ – ヘルメース, ペルセポネー, ハーデース, エウリュディケー, フェイトたち - "Doubt Comes In" – フェイトたち, オルペウス, エウリュディケー - "Road to Hell" (reprise)‡ – ヘルメース - "I Raise My Cup"† – ペルセポネー |

† オリジナル・キャスト・レコーディングには含まれない

‡ 原曲

### カナダ、アルバータ州エドモントンのシタドル・シアター
| 第1幕 - "Road to Hell I" – ヘルメース, カンパニー - "Any Way the Wind Blows" – フェイトたち - "Come Home With Me I" – オルペウス, エウリュディケー - "Wedding Song" – エウリュディケー, オルペウス - "Living It Up On Top" – ペルセポネー, オルペウス, ヘルメース, 労働者たち - "All I've Ever Known" – エウリュディケー, オルペウス - "Way Down Hadestown I" – ヘルメース, ペルセポネー, オルペウス, エウリュディケー, フェイトたち, ハーデース - "Wind Theme" – ヘルメース, フェイトたち - "Epic I" – オルペウス, 労働者たち - "Chant I" – オルペウス, ペルセポネー, ハーデース, エウリュディケー, ヘルメース, フェイトたち, 労働者たち - "Hey, Little Songbird" – ハーデース, エウリュディケー - "When the Chips are Down" – フェイトたち, エウリュディケー - "Gone, I'm Gone" – エウリュディケー, フェイトたち - "Wait for Me" – オルペウス, ヘルメース, 労働者たち - "Why We Build the Wall" – ハーデース, カンパニー | 第2幕 - "Our Lady of the Underground" – ペルセポネー, カンパニー - "Way Down Hadestown II" – ヘルメース, エウリュディケー, フェイトたち, - "Flowers" – エウリュディケー - "Come Home With Me II" – オルペウス, エウリュディケー, フェイトたち - "Papers" – ハーデース, ヘルメース, オルペウス - "Nothing Changes" – フェイトたち - "If It's True" – オルペウス, ヘルメース - "How Long?" – ペルセポネー, ハーデース - "Chant II" – ヘルメース, オルペウス, ハーデース, ペルセポネー, エウリュディケー, 労働者たち - "Epic II" – オルペウス, ハーデース, カンパニー - "Lover's Desire" – Instrumental - "Promises" – オルペウス, エウリュディケー - "Word to the Wise" – フェイトたち - "His Kiss, The Riot" – ハーデース - "Wait for Me II" – ヘルメース, ペルセポネー, ハーデース, エウリュディケー, 労働者たち - "Doubt Comes In" – フェイトたち, オルペウス, エウリュディケー - "Road to Hell II" – ヘルメース - "Curtain Call: I Raise My Cup" – ペルセポネー |

### ブロードウェイのウォルター・カー・シアター
出典:
| 第1幕 - "Road to Hell" – ヘルメース, オルペウス, カンパニー - "Any Way the Wind Blows" – ヘルメース, フェイトたち, エウリュディケー, オルペウス - "Come Home With Me" – オルペウス, エウリュディケー, 労働者たち - "Wedding Song" – エウリュディケー, オルペウス, 労働者たち - "Epic I" – ヘルメース, オルペウス - "Livin' it Up on Top" – ヘルメース, ペルセポネー, オルペウス, 労働者たち - "All I've Ever Known" – エウリュディケー, オルペウス, ヘルメース - "Way Down Hadestown" – ヘルメース, ペルセポネー, フェイトたち, 労働者たち - "A Gathering Storm" – ヘルメース, エウリュディケー, オルペウス, フェイトたち - "Epic II" – オルペウス, 労働者たち - "Chant" – ペルセポネー, ハーデース, エウリュディケー, オルペウス, ヘルメース, フェイトたち, 労働者たち - "Hey, Little Songbird" – ハーデース, エウリュディケー - "When the Chips are Down" – フェイトたち, エウリュディケー, ヘルメース, ハーデース - "Gone, I'm Gone" – エウリュディケー, フェイトたち - "Wait for Me" – ヘルメース, オルペウス, フェイトたち, 労働者たち - "Why We Build the Wall" – ハーデース, エウリュディケー, ヘルメース, ペルセポネー, カンパニー | 第2幕 - "Our Lady of the Underground" – ペルセポネー, カンパニー - "Way Down Hadestown (reprise)" – フェイトたち, エウリュディケー, ヘルメース, 労働者たち - "Flowers" – エウリュディケー - "Come Home With Me (reprise)" – オルペウス, エウリュディケー - "Papers" – ハーデース, ヘルメース, オルペウス, エウリュディケー, ペルセポネー - "Nothing Changes" – フェイトたち - "If It's True" – オルペウス, ヘルメース, 労働者たち - "How Long?" – ペルセポネー, ハーデース - "Chant (reprise)" – ヘルメース, ハーデース, オルペウス, ペルセポネー, エウリュディケー, 労働者たち - "Epic III" – オルペウス, ヘルメース, カンパニー - "Promises" – エウリュディケー, オルペウス - "Word to the Wise" – フェイトたち - "His Kiss, the Riot" – ハーデース - "Wait for Me (reprise)" – ヘルメース, オルペウス, エウリュディケー, ペルセポネー, ハーデース, フェイトたち, 労働者たち - "Doubt Comes In" – フェイトたち, オルペウス, エウリュディケー, 労働者たち - "Road to Hell (reprise)" – ヘルメース, カンパニー - "We Raise our Cups" – ペルセポネー, エウリュディケー, カンパニー |

## プロダクション

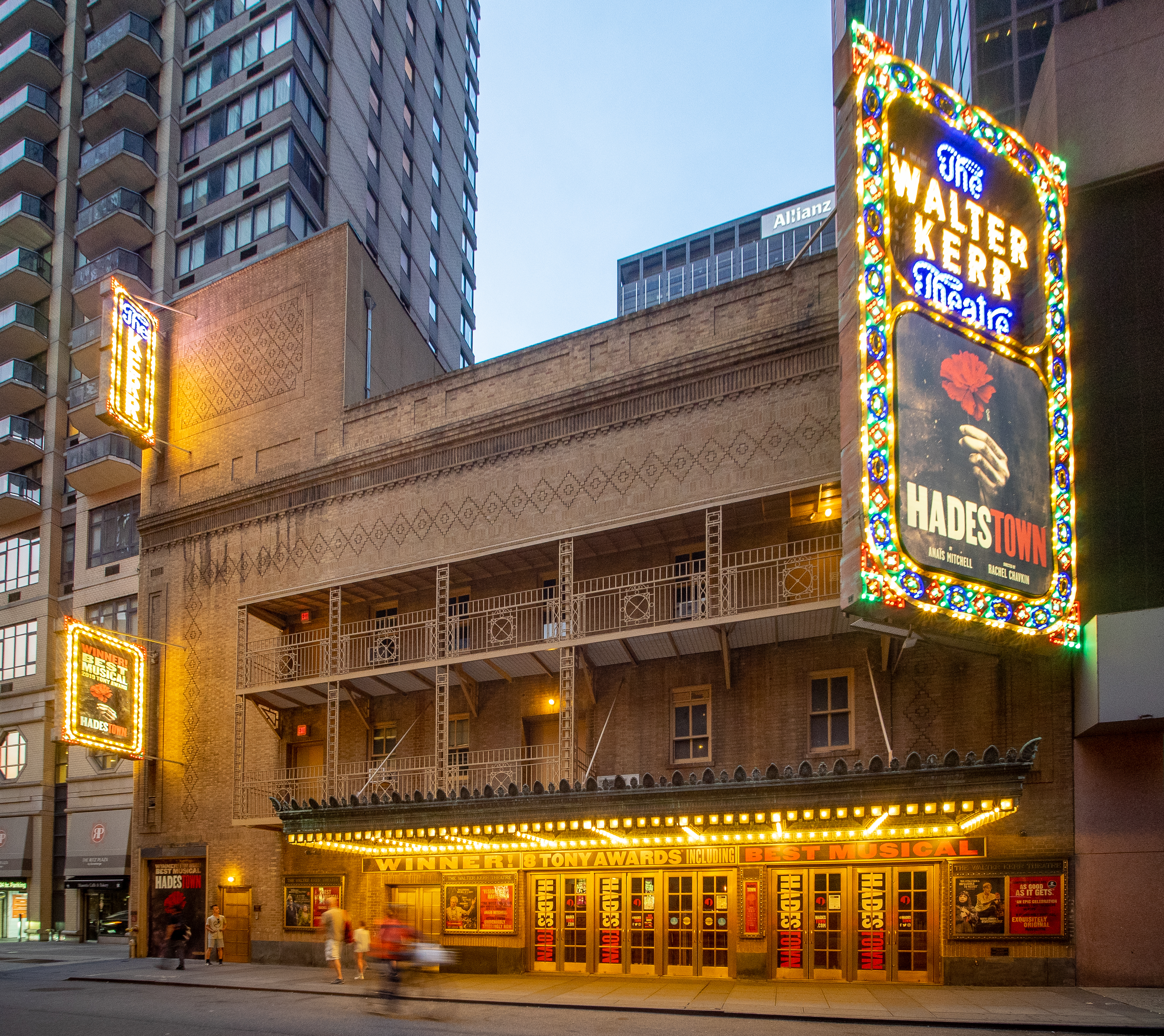
ブロードウェイのウォルター・カー・シアター

2006年、バーモント州バリおよびバージェンズで上演され、2007年の7日間、ミッチェルの出身地であるバーモント州とマサチューセッツ州の間の10都市で上演した。ミッチェルは最初の改訂について「DIYシアター・プロジェクト」と呼んだ。この制作チームには編曲家のマイケル・コーニー、演出家ベン・T・マッチスティック、バーモント州のローカル俳優が参加していた。2010年、コンセプト・アルバム『Hadestown』がリリースされた。
2012年、ミッチェルは『Natasha, Pierre & The Great Comet of 1812』を観劇し、演出家のレイチェル・チャフキンを探し出した。コンセプト・アルバムのミュージカル化に際し、ミッチェルは話の流れを明確にし登場人物のキャラクターを深めるため15曲および台詞を追加した。新曲15曲はミッチェルとチャフキンがミュージカル化に際しアルバムで不足している部分について話し合って発展していった。マイケル・コーニーが主な編曲をし、トッド・シカフーズが更なる編曲を行なった。2016年5月3日から7月3日、改訂版がオフ・ブロードウェイのニューヨーク・シアター・ワークショップで初演され、好評につき7月31日まで延長された。オルペウス役にデイモン・ドウノ、エウリュディケー役にナビヤー・ビー、ハーデース役にパトリック・ペイジ、ヘルメース役にクリス・サリヴァン、フェイトたち役にルル・フォール、ジェシー・シェルトン、シェイナ・トーブが配役された。
2016年10月14日、6月28日と29日にライヴ・レコーディングした4曲を収録したEPがリリースされた。2017年10月6日、全編のライヴ・アルバムがリリースされた。
2017年11月11日から12月3日、カナダのアルバータ州エドモントンのシタドル・シアターの2017年度公演の一環でブロードウェイ進出を見据えた上演が行われた。レイチェル・チャフキンが再び演出を務め、ニューヨーク・シアター・ワークショップで出演していたアンバー・グレイとパトリック・ペイジが再演した。またオフ・ブロードウェイ公演をプロデュースしたマーラ・アイザックスとデイル・フランズンとのコラボレート公演でもあった。ニューヨーク・シアター・ワークショップ公演はアメリカン・シアター・ウィングのプロデュースによるエミー賞受賞ドキュメンタリー『Working in the Theatre』に取り上げられた。
ブロードウェイ進出前の2018年11月2日から2019年1月26日、ロンドンのナショナル・シアター内オリヴィエ・シアターにてイギリス初演が行われた。レイチェル・ハックが装置デザイン、マイケル・クラスが衣裳デザイン、ブラッドリー・キングが照明デザイン、ネヴィン・スタインバーグとジェシカ・パズが音響デザイン、デイヴィッド・ニューマンが振付、リアム・ロビンソンが音楽監督を務めた。ペイジ、グレイ、リーヴ・カーニーが再演した他、イーヴァ・ノブルザダ、初期のワークショップに参加していたアンドレ・デ・シールズ、カーリー・メルセデス・ダイヤー、ロージー・フレッチャー、グロリア・オニティリが出演した。

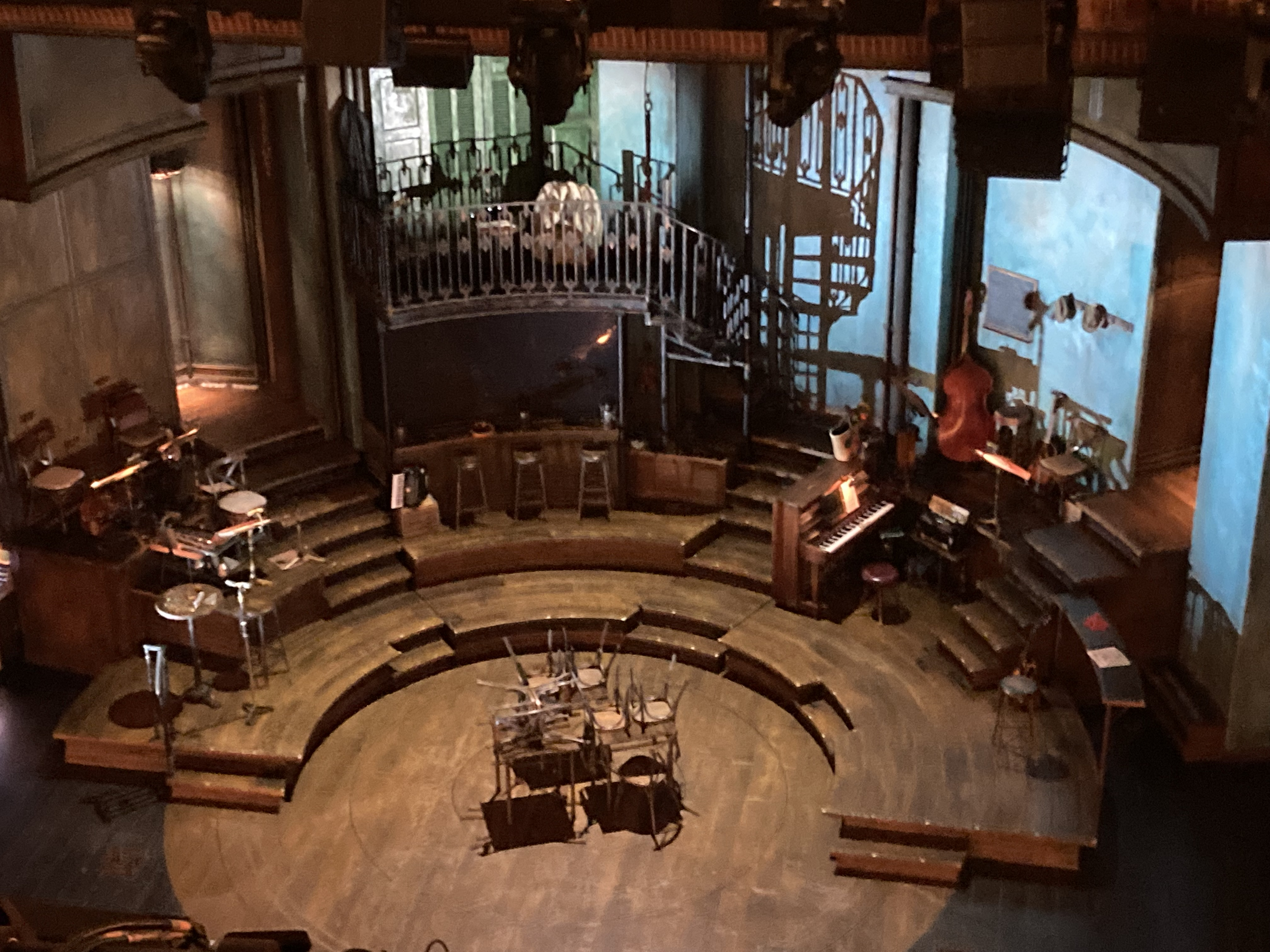
ウォルター・カー・シアターで上演されたブロードウェイ・プロダクションの装置

2019年、ブロードウェイにあるウォルター・カー・シアターにて、3月22日にプレビュー公演、4月17日に本公演が開幕した。ペイジ、グレイ、デ・シールズ、カーニー、ノブルザダが再演した他、ジュエル・ブラックマン、イヴェット・ゴンザレス・ネイサー、ケイ・トリニダッドが出演した。マーラ・アイザックス、デイル・フランズン、ハンター・アーノルド、トム・カーダヒーがプロデュースした。再びハックが装置デザイン、クラスが衣裳デザイン、キングが照明デザイン、スタインバーグとパズが音響デザイン、ニューマンが振付、ロビンソンが音楽監督を務めた。2020年3月12日、コロナウィルスの世界的流行により上演中止となり、2021年9月に再開した。2023年1月4日までに918回上演し、ウォルター・カー・シアターで最長のロングラン公演となった。
2019年8月、朝の情報番組『グッド・モーニング・アメリカ』にて2020年に全米ツアー公演が行われることが発表された。しかしコロナウィルスの影響により、全米ツアー公演は2021年に延期となった。2021年10月5日から10日、サウスカロライナ州グリーンビルにあるピース・センターにてツアー公演試験興行が行われた。10月15日から3週間、ワシントンD.C.にあるジョン・F・ケネディ・センターにて上演されツアー公演が開始した。ニコラス・ブラシュがオルペウス役、モーガン・ショバン・グリーンがエウリュディケー役、ケヴィン・モロウがハーデース役、オリジナル・ブロードウェイ・キャストのキンバリー・マラブルがペルセポネー役、リーヴァイ・クライスがヘルメース役、ベレン・モヤノ、ベックス・オドリシオ、シーア・レネーがフェイト役に配役された。

## 出演者
| 役名             | バーモント/マサチューセッツ・ツアー 2007年                   | コンセプト・アルバム 2010年 | オフ・ブロードウェイ 2016年                          | エドモントン 2017年                                                  | ロンドン 2018年                                                            | ブロードウェイ 2019年                                                      | 北米ツアー 2021年                                  |
| ---------------- | ------------------------------------------------------------ | --------------------------- | ---------------------------------------------------- | -------------------------------------------------------------------- | -------------------------------------------------------------------------- | -------------------------------------------------------------------------- | -------------------------------------------------- |
| オルペウス       | ベン・キャンベル                                             | ジャスティン・ヴァーノン    | デイモン・ダウノ                                     | リーヴ・カーニー                                                     | リーヴ・カーニー                                                           | リーヴ・カーニー                                                           | ニコラス・バラシュ                                 |
| エウリュディケー | アナイス・ミッチェル                                         | アナイス・ミッチェル        | ナビヤ・ビー                                         | T・V・カーピオ                                                       | イーヴァ・ナブラザダ                                                       | イーヴァ・ナブラザダ                                                       | モーガン・ショバン・グリーン                       |
| ヘルメース       | ベン・T・マッチスティック                                    | ベン・ノックス・ミラー      | クリス・サリヴァン                                   | クリングスリー・レッグス                                             | アンドレ・デ・シールズ                                                     | アンドレ・デ・シールズ                                                     | リーヴァイ・クライス                               |
| ハーデース       | デイヴィッド・サイモンズ                                     | グレッグ・ブラウン          | パトリック・ペイジ                                   | パトリック・ペイジ                                                   | パトリック・ペイジ                                                         | パトリック・ペイジ                                                         | ケヴィン・モロウ                                   |
| ペルセポネー     | ミリアム・バーナード                                         | アーニー・ディフランコ      | アンバー・グレイ                                     | アンバー・グレイ                                                     | アンバー・グレイ                                                           | アンバー・グレイ                                                           | キンバリー・マラブル                               |
| フェイト         | サラ・ドウン・アルバニ リサ・ラーティカイネン ネッサ・ラビン | ヘイデン・トリプレット      | ルル・フォール ジェシー・シェルトン シェイナ・トーブ | ジュエル・ブラックマン カイラ・ガロイエン エヴァンゲリア・カンバイツ | カーリー・メルセデス・ダイヤー ロージー・フレッチャー グロリア・オニティリ | ジュエル・ブラックマン ケイ・トリニダッド イヴェット・ゴンザレス・ネイサー | ベレン・モヤノ ベックス・オドリシオ シーア・レネー |

### 著名な代役
ブロードウェイ (2019年–)
- ハーデース: トム・ヒューイット（英語版）[29]
- ペルセポネー: ララ・ゴードン（英語版）
- ヘルメース: リリアス・ホワイト（英語版）[30]

北米ツアー(2021年–)
- ペルセポネー: マリア・クリスティーナ・オリヴラス（英語版）、ララ・ゴードン（英語版）
- ヘルメース: ネイサン・リー・グラハム（英語版）

## レコーディング
本作を全編収録したものではないが、ミッチェルの2007年のアルバム『The Brightness』には「"How Long?"」の初期版「"Hades & Persephone"」が収録されている。
2010年3月9日、本作を基にミッチェルが1年以上をかけて制作したコンセプト・アルバムがライチェアス・ベイブ・レコードからリリースされた。
2017年10月6日、オフ・ブロードウェイ・プロダクションのライヴ・キャスト・レコーディングがパーロフォンよりデジタル配信およびCDでリリースされた。このアルバムのプロモーションのため、2016年10月13日、4曲入りEP『Why We Build The Wall (Selections from Hadestown. The Myth. The Musical. Live Original Cast Recording)』がデジタル配信された。
2019年7月26日、全編を収録したブロードウェイ・キャスト・レコーディングがシング・イット・アゲイン・レコードからデジタル配信された。後日、2枚組CDがリリースされることとなった。2022年11月20日、ブラックマン、ゴンザレス・ネイサー、トリニダッドのホリデー・アルバム『If the Fates Allow』がリリースされ、オリジナル・キャストがゲストとして参加している。

## 主題
脚本家のアナイス・ミッチェルは『レ・ミゼラブル』から着想を得て、愛の力と政治的な力の両方を兼ね備えたミュージカルを書くことを思いついたとして「これは愛の物語だが、政治も実にロマンティックである」と語った。
演出家のレイチェル・チャフキンは、気候変動への取り組みが常に本作の中心であるとして「エウリュディケーとオルペウスが住む世界を作り上げるにつれ、ギリシア神話で言う所のハーデースとペルセポネーの婚姻の破綻により引き起こされた古代の世界、極寒と酷暑のバランスが崩れた世界、食糧が不足し不安定な世界、エウリュディケーにとってはそれらから逃れることに人生を費やされることを、本作の制作にあたって具体化していった」と語った。気候変動問題の啓蒙や行動を起こす緊急性をもたらすため自然資源保護協議会と共同でプロモーションを行なった。
文化コメンテイターのブリジット・リードは経済的主題に着目し、「オルペウスとエウリュディケーの悲劇は、ミッチェルの手にかかると「団体交渉の議論」となる。タイムズスクエア近くのブロードウェイにおいて、登場人物が貧困について歌い階級社会を扱うミュージカルも悪くない」と語った。
トッド・オズボーンは本作の「歌」という伝達手段の特異性について「いかに芸術が人々を救うか、特に終末的世界においていかに希望が人々に残された唯一のものであるかを描いたミュージカルである」と語った。現状がどうあろうとも、オルペウスは繰り返し可能性を見出させてくれ、暗闇の中であろうと未来や可能性に目を向けるべきであると示唆している。

## 受賞歴

### オフ・ブロードウェイ・プロダクション
| 年   | 賞                                   | 部門                                                                | ノミネート者                                                        | '結果      |
| ---- | ------------------------------------ | ------------------------------------------------------------------- | ------------------------------------------------------------------- | ---------- |
| 2016 | アメリカ文学芸術アカデミー賞         | リチャード・ロジャース・ミュージカル・シアター賞                    | リチャード・ロジャース・ミュージカル・シアター賞                    | 受賞       |
| 2017 | ドラマ・デスク・アワード             | ミュージカル作品賞                                                  | ミュージカル作品賞                                                  | ノミネート |
| 2017 | ドラマ・デスク・アワード             | 照明デザイン賞                                                      | ブラッドリー・キング                                                | ノミネート |
| 2017 | ドラマ・リーグ・アワード             | ブロードウェイ/オフ・ブロードウェイ・ミュージカル・プロダクション賞 | ブロードウェイ/オフ・ブロードウェイ・ミュージカル・プロダクション賞 | ノミネート |
| 2017 | ルシル・ローテル賞                   | ミュージカル作品賞                                                  | ミュージカル作品賞                                                  | ノミネート |
| 2017 | ルシル・ローテル賞                   | 振付賞                                                              | デイヴィッド・ニューマン                                            | ノミネート |
| 2017 | ルシル・ローテル賞                   | ミュージカル主演男優賞                                              | パトリック・ペイジ                                                  | ノミネート |
| 2017 | ルシル・ローテル賞                   | ミュージカル主演女優賞                                              | アンバー・グレイ                                                    | ノミネート |
| 2017 | ルシル・ローテル賞                   | ミュージカル助演男優賞                                              | クリス・サリヴァン                                                  | ノミネート |
| 2017 | ルシル・ローテル賞                   | 装置デザイン賞                                                      | レイチェル・ハック                                                  | ノミネート |
| 2017 | ルシル・ローテル賞                   | 音響デザイン賞                                                      | ロバート・カプロウィッツ                                            | ノミネート |
| 2017 | 海外批評家サークル賞                 | 新作オフ・ブロードウェイ・ミュージカル作品賞                        | 新作オフ・ブロードウェイ・ミュージカル作品賞                        | ノミネート |
| 2017 | オフ・ブロードウェイ・アライアンス賞 | 新作ミュージカル作品賞                                              | 新作ミュージカル作品賞                                              | ノミネート |

### エドモントン・プロダクション
| 年   | 賞                                   | 部門                                                 | ノミネート者                                         | 結果       |
| ---- | ------------------------------------ | ---------------------------------------------------- | ---------------------------------------------------- | ---------- |
| 2018 | エリザベス・ステアリング・ヘインズ賞 | ティモシー・ライアン・ミュージカル・プロダクション賞 | ティモシー・ライアン・ミュージカル・プロダクション賞 | ノミネート |
| 2018 | エリザベス・ステアリング・ヘインズ賞 | 演出賞                                               | レイチェル・チャフキン                               | ノミネート |
| 2018 | エリザベス・ステアリング・ヘインズ賞 | 助演女優賞                                           | アンバー・グレイ                                     | 受賞       |
| 2018 | エリザベス・ステアリング・ヘインズ賞 | 装置デザイン賞                                       | レイチェル・ハック                                   | ノミネート |
| 2018 | エリザベス・ステアリング・ヘインズ賞 | 衣裳デザイン賞                                       | マイケル・クラス                                     | ノミネート |
| 2018 | エリザベス・ステアリング・ヘインズ賞 | 照明デザイン賞                                       | ブラッドリー・キング                                 | 受賞       |
| 2018 | エリザベス・ステアリング・ヘインズ賞 | 音楽監督賞                                           | リアム・ロビンソン                                   | ノミネート |
| 2018 | エリザベス・ステアリング・ヘインズ賞 | 振付殺陣演出賞                                       | デイヴィッド・ニューマン                             | ノミネート |

### ブロードウェイ・プロダクション
| 年   | 賞                             | 部門                                                                 | ノミネート者 | 結果       |
| ---- | ------------------------------ | -------------------------------------------------------------------- | --- | ---------- |
| 2019 | トニー賞                       | ミュージカル作品賞                                                   | ミュージカル作品賞 | 受賞       |
| 2019 | トニー賞                       | ミュージカル脚本賞                                                   | アナイス・ミッチェル | ノミネート |
| 2019 | トニー賞                       | オリジナル楽曲賞                                                     | アナイス・ミッチェル | 受賞       |
| 2019 | トニー賞                       | ミュージカル主演女優賞                                               | エヴァ・ノブルザダ | ノミネート |
| 2019 | トニー賞                       | ミュージカル助演男優賞                                               | アンドレ・デ・シールズ | 受賞       |
| 2019 | トニー賞                       | ミュージカル助演男優賞                                               | パトリック・ペイジ | ノミネート |
| 2019 | トニー賞                       | ミュージカル助演女優賞                                               | アンバー・グレイ | ノミネート |
| 2019 | トニー賞                       | ミュージカル装置デザイン賞                                           | レイチェル・ハック | 受賞       |
| 2019 | トニー賞                       | ミュージカル衣裳デザイン賞                                           | マイケル・クラス | ノミネート |
| 2019 | トニー賞                       | ミュージカル照明デザイン賞                                           | ブラッドリー・キング | 受賞       |
| 2019 | トニー賞                       | ミュージカル音響デザイン賞                                           | ネヴィン・スタインバーグ ジェシカ・パズ | 受賞       |
| 2019 | トニー賞                       | ミュージカル演出賞                                                   | レイチェル・チャフキン | 受賞       |
| 2019 | トニー賞                       | 振付賞                                                               | デイヴィッド・ニューマン | ノミネート |
| 2019 | トニー賞                       | 編曲賞                                                               | マイケル・コーニー トッド・シッカフーズ | 受賞       |
| 2019 | ドラマ・デスク・アワード       | ミュージカル助演男優賞                                               | アンドレ・デ・シールズ | 受賞       |
| 2019 | ドラマ・デスク・アワード       | ミュージカル演出賞                                                   | レイチェル・チャフキン | 受賞       |
| 2019 | ドラマ・デスク・アワード       | 振付賞                                                               | デイヴィッド・ニューマン | ノミネート |
| 2019 | ドラマ・デスク・アワード       | ミュージカル装置デザイン賞                                           | レイチェル・ハック | ノミネート |
| 2019 | ドラマ・デスク・アワード       | ミュージカル衣裳デザイン賞                                           | マイケル・クラス | ノミネート |
| 2019 | ドラマ・デスク・アワード       | ミュージカル照明デザイン賞                                           | ブラッドリー・キング | 受賞       |
| 2019 | ドラマ・デスク・アワード       | ミュージカル音響デザイン賞                                           | ネヴィン・スタインバーグ ジェシカ・パズ | 受賞       |
| 2019 | ドラマ・リーグ・アワード       | ブロードウェイ・オフ・ブロードウェイ・ミュージカル・プロダクション賞 | ブロードウェイ・オフ・ブロードウェイ・ミュージカル・プロダクション賞 | 受賞       |
| 2019 | ドラマ・リーグ・アワード       | パフォーマンス賞                                                     | アンバー・グレイ | ノミネート |
| 2019 | ドラマ・リーグ・アワード       | パフォーマンス賞                                                     | アンドレ・デ・シールズ | ノミネート |
| 2019 | 海外批評家サークル賞           | ブロードウェイ・ミュージカル新作作品賞                               | ブロードウェイ・ミュージカル新作作品賞 | 受賞       |
| 2019 | 海外批評家サークル賞           | ブロードウェイ/オフ・ブロードウェイ・ミュージカル脚本賞              | アナイス・ミッチェル | ノミネート |
| 2019 | 海外批評家サークル賞           | ブロードウェイ/オフ・ブロードウェイ新作楽曲賞                        | アナイス・ミッチェル | 受賞       |
| 2019 | 海外批評家サークル賞           | ミュージカル主演男優賞                                               | リーヴ・カーニー | ノミネート |
| 2019 | 海外批評家サークル賞           | ミュージカル助演男優賞                                               | アンドレ・デ・シールズ | 受賞       |
| 2019 | 海外批評家サークル賞           | ミュージカル助演女優賞                                               | アンバー・グレイ | 受賞       |
| 2019 | 海外批評家サークル賞           | ミュージカル演出賞                                                   | レイチェル・チャフキン | 受賞       |
| 2019 | 海外批評家サークル賞           | 振付賞                                                               | デイヴィッド・ニューマン | ノミネート |
| 2019 | 海外批評家サークル賞           | 演劇/ミュージカル装置デザイン賞                                      | レイチェル・ハック | ノミネート |
| 2019 | 海外批評家サークル賞           | 演劇/ミュージカル照明デザイン賞                                      | ブラッドリー・キング | 受賞       |
| 2019 | 海外批評家サークル賞           | 演劇/ミュージカル音響デザイン賞                                      | ネヴィン・スタインバーグ ジェシカ・パズ | ノミネート |
| 2019 | 海外批評家サークル賞           | 編曲賞                                                               | マイケル・コーニー トッド・シッカフーズ | ノミネート |
| 2019 | Broadway.com観客賞             | 新作ミュージカル作品賞                                               | 新作ミュージカル作品賞 | ノミネート |
| 2019 | Broadway.com観客賞             | ミュージカル主演男優賞                                               | リーヴ・カーニー | ノミネート |
| 2019 | Broadway.com観客賞             | ミュージカル主演女優賞                                               | イーヴァ・ノブルザダ | 受賞       |
| 2019 | Broadway.com観客賞             | ミュージカル助演男優賞                                               | アンドレ・デ・シールズ | ノミネート |
| 2019 | Broadway.com観客賞             | ミュージカル助演女優賞                                               | アンバー・グレイ | ノミネート |
| 2019 | Broadway.com観客賞             | ディーヴァ・パフォーマンス賞                                         | アンバー・グレイ | ノミネート |
| 2019 | Broadway.com観客賞             | ペア賞                                                               | リーヴ・カーニー&イーヴァ・ノブルザダ | ノミネート |
| 2019 | Broadway.com観客賞             | 新曲賞                                                               | "Wait for Me" | 受賞       |
| 2019 | チタ・リヴェラ賞               |                                                                      | |            |
| 2019 | ブロードウェイ振付賞           | デイヴィッド・ニューマン                                             | 受賞 |            |
| 2019 | ブロードウェイ女性ダンサー賞   | アンバー・グレイ                                                     | ノミネート |            |
| 2019 | ブロードウェイ・アンサンブル賞 | ブロードウェイ・アンサンブル賞                                       | ノミネート |            |
| 2019 | ACCA賞                         | ブロードウェイ・コーラス賞                                           | ブロードウェイ・コーラス賞 | 受賞       |
| 2020 | グラミー賞                     | ミュージカル・シアター・アルバム賞                                   | リーヴ・カーニー、アンドレ・デ・シールズ、アンバー・グレイ、イーヴァ・ノブルザダ、パトリック・ペイジ (プリンシパル・ソロイスト); マーラ・アイザックス、デイヴィッド・レイ、アナイス・ミッチェル、トッド・シッカフーズ (プロデューサー); アナイス・ミッチェル (作詞作曲) | 受賞       |